# Outat El Haj
Outat El Haj (àrab: أوطاط الحاج, Ūṭāṭ al-Ḥājj; amazic estàndard marroquí: ⵓⵟⴰⵟ ⵍⵃⴰⵊⵊ, Uṭaṭ Lḥajj) és un municipi de la província de Boulemane, a la regió de Fes-Meknès, al Marroc. Segons el cens de 2014 tenia una població total de 16.388 persones.